# Cerisy-Belle-Étoile
Cerisy-Belle-Étoile là một xã thuộc tỉnh Orne vùng Normandie tây bắc nước nước Pháp. Xã này nằm ở khu vực có độ cao trung bình 102 mét trên mực nước biển.